# Памятник П. К. Пахтусову
Памятник исследователю Арктики П. К. Пахтусову — памятник архитектуры. Расположен в Кронштадте, на Макаровской улице, у фасада Итальянского дворца.
Монумент создан в 1886 году по проекту скульптора, профессора Императорской Академии художеств Н. А. Лаверецкого. Бронзовая статуя высотой 2,5 метра, изображающая Пахтусова с картой Новой Земли в руках, в морском обер-офицерском мундире 1830-х годов и с плащом на плечах, стоит на высоком гранитном пьедестале, четырёхгранной ступенчатой стеле. Лицевая часть постамента украшена ростром, надписями: «П. K. ПАХТУСОВУ. ИЗСЛЕДОВАТЕЛЮ НОВОЙ ЗЕМЛИ 1832—1835», геральдическим щитом с гербом Кронштадта и надписью «ТРУДЪ» на северной стороне, с восточной и западной стороны — композициями с якорями и надписями «ПОЛЬЗА» и «ОТВАГА». Памятник огорожен фигурными металлическими литыми стойками с декоративными розетками, завершающимися алмазными гранями.
Памятник была установлен по просьбе кронштадских штурманов, которые для этой цели провели, с разрешения Александра II, сбор денег; итоговая сумма составила 9200 рублей за 9 лет. 
Отливка выполнена на бронзовой фабрике Морана, пьедестал изготовлен в Санкт-Петербурге мастером А. А. Бариновым по проекту архитектора А. Я. Силина, которому принадлежит архитектурная часть проекта монумента.